# Valvata sibirica
Valvata sibirica is een slakkensoort uit de familie van de Valvatidae. De wetenschappelijke naam van de soort is voor het eerst geldig gepubliceerd in 1851 door Middendorff.